# Andy Hebler
Andy Hebler (* 5. Januar 1989 in Cottbus) ist ein deutscher Fußballspieler. Er spielt seit Januar 2016 für den VfB Krieschow.

## Karriere
Hebler spielte in seiner Jugend für Blau-Weiß Straupitz, den SV Werben, Energie Cottbus und den BFC Dynamo. 2003 kehrte er zum SV Werben zurück. Ab 2007 spielte er für die Herrenmannschaft. 2009 wurde er von der zweiten Mannschaft seines ehemaligen Vereins Energie Cottbus verpflichtet. Bis 2012 bestritt er 77 Regionalligaspiele für die Lausitzer. In der Saison 2011/12 erzielte der linke Mittelfeldspieler 14 Tore und war damit bester Torschütze seiner Mannschaft. Zur Saison 2012/13 wechselte er zum Regionalligisten Holstein Kiel. Er kam in fast allen Spielen zum Einsatz, ehe er sich im März 2013 im Spiel gegen den BV Cloppenburg einen Kreuzbandriss zuzog. Am Ende der Saison stiegen die „Störche“ in die Dritte Liga auf. In der folgenden Saison zog er sich weitere Verletzungen zu, sodass er zu keinem Einsatz für die Profis kam.
Zur Saison 2014/15 kehrte Hebler zu Energie Cottbus zurück. Er kam vor allem im Reserveteam zum Einsatz, konnte jedoch am 13. Dezember 2014 bei der 0:1-Niederlage gegen Dynamo Dresden sein Drittligadebüt feiern. Am 29. Dezember 2015 löste er seinen Vertrag in Cottbus auf und wechselte zum Brandenburgligisten VfB Krieschow. Für den Verein aus der Gemeinde Kolkwitz erzielte er in 15 Rückrundenspielen 20 Tore. In der folgenden Spielzeit schoss er den VfB mit 41 Saisontoren zur Meisterschaft und zum Aufstieg in die Oberliga Nordost. Auch in der Oberligasaison 2017/18 wurde Hebler Torschützenkönig mit 32 Treffern, mit denen er den VfB Krieschow zum Klassenerhalt führte. Zu Beginn der Saison 2018/19 zog er sich erneut einen Kreuzbandriss zu, diesmal im linken Knie.